# 実定法
実定法（じっていほう、羅: ius positivum、独: positives Recht、英: positive law）とは、人為により定立された法又は特定の社会内で実効的に行われている法のことをいう。一般的には、人定法（じんていほう、羅: lex humana、英: human law）、人為法（じんいほう）等と同義的に扱われる。人間や事物の自然本性を基礎とする法とされる自然法と対立する概念である。
もっとも、歴史的には、実定法に相当するラテン語の ius positivum は、広く権威的な意思により定められた法という意味で用いられていたことがあり、近世においては神の意思による法のことを ius positivum として扱う用法も見られる。ただし、近代以降においては、冒頭のような限定された意味で用いられている。
実定法は、人為により定立される現実的な法なので、あらゆる時代や場所に妥当する内容を持つものではなく、特定の時代や場所に限定されて妥当することになる。その意味において、あらゆる時代や場所に妥当するとされる自然法と対立することになる。
実定法のみを法であるとする立場を法実証主義という。
なお、「実定法」という語は、条文の形を採っている法（制定法）の意味と誤解されることがある。法の法典化が進んだ結果、制定法が法源の中心を占めるようになったことや、文献で「実定法」という言葉が使われている場合に、それを「制定法」や「法令」と読み替えても支障がないことがほとんどであることもあり、ある意味やむを得ない部分もあるが、実際には慣習法や判例法も含む概念であることに注意を要する。